# Anàlisi de riscos
Una anàlisi de riscos és un dels molts mètodes que es poden utilitzar per avaluar el risc. En essència, el procés implica descriure un objecte del sistema (com ara una persona o una màquina) que pretén dur a terme alguna activitat. Durant la realització d'aquesta activitat, es pot trobar un esdeveniment advers (anomenat "factor") que podria causar o contribuir a un succés (contratemps, incident, accident). Finalment, aquest succés donarà lloc a algun resultat que es pot mesurar en termes del grau de pèrdua o dany. Aquest resultat es pot mesurar en una escala contínua, com ara una quantitat de pèrdua monetària, o els resultats es poden classificar en diversos nivells de gravetat.

## Una anàlisi de riscos simple
El primer pas en l'anàlisi de riscos és identificar els riscos. Si un automòbil és un objecte que realitza una activitat com ara conduir per sobre d'un pont, i aquest pont es pot gelar, aleshores un pont gelat es podria identificar com un perill. Si es troba aquest perill, podria causar o contribuir a l'ocurrència d'un accident automobilístic, i el resultat d'aquest succés podria variar en gravetat des d'un petit xoc fins a un accident mortal.

## Gestió del risc mitjançant l'anàlisi de riscos
Una anàlisi de riscos es pot utilitzar per prendre decisions basades en la mitigació del risc. Per exemple, la probabilitat de trobar-se amb un pont gelat es pot reduir afegint-hi sal de manera que el gel es fongui. O bé, les estratègies de mitigació del risc poden centrar-se en la incidència. Per exemple, posar cadenes per als pneumàtics d'un vehicle no canvia la probabilitat que un pont es geli, però si es troba un pont gelat, sí que millora la tracció, reduint la possibilitat de relliscament contra un altre vehicle. Finalment, el risc es pot gestionar influint en la gravetat dels resultats. Per exemple, els cinturons de seguretat i els airbags no fan res per evitar que els ponts es gelin, ni tampoc eviten els accidents causats per aquest gel. Tanmateix, en cas d'accident, aquests dispositius redueixen la probabilitat que l'accident provoqui lesions mortals o greus.

## Anàlisi de riscos de programari
Els Plans de Seguretat de Programari de l'IEEE STD-1228-1994 prescriuen les millors pràctiques de la indústria per dur a terme anàlisis de riscos de seguretat de programari per ajudar a garantir que els requisits i atributs de seguretat estiguin definits i especificats per a la seva inclusió en programari que comanda, controla o supervisa funcions crítiques. Quan el programari està involucrat en un sistema, el desenvolupament i l'assegurament del disseny d'aquest programari sovint es regeix per la DO-178C. La gravetat de les conseqüències identificades per l'anàlisi de riscos estableix el nivell de criticitat del programari. Els nivells de criticitat del programari van de l'A a la E, corresponents a la gravetat de Catastròfic a Cap Efecte de Seguretat. Es requereixen nivells més alts de rigor per al programari de nivell A i B i les tasques funcionals i els productes de treball corresponents en el domini de seguretat del sistema s'utilitzen com a prova objectiva del compliment dels criteris i requisits de seguretat.
El 2009 es va promulgar un estàndard comercial d'avantguarda basat en dècades de processos de seguretat de sistemes provats al Departament de Defensa i la NASA. ANSI/GEIA-STD-0010-2009 (Millors pràctiques estàndard per al desenvolupament i execució de programes de seguretat de sistemes) és una bona pràctica comercial desmilitaritzada que utilitza enfocaments holístics, complets i personalitzats provats per a la prevenció, eliminació i control de riscos. Se centra en l'anàlisi de riscos i el procés de seguretat basat en la funcionalitat

## Exemples de categories de gravetat
Quan s'utilitza com a part d'una anàlisi de riscos aeronàutics, la "gravetat" descriu el resultat (el grau de pèrdua o dany) que resulta d'un succés (un accident o incident d'aviació). Quan es classifiquen, les categories de gravetat han de ser mútuament excloents, de manera que cada succés tingui una categoria de gravetat associada, i només una. Les definicions també han de ser col·lectivament exhaustives, de manera que tots els succés entrin en una de les categories. Als Estats Units, la FAA inclou cinc categories de gravetat com a part de la seva política de gestió de riscos de seguretat.
| Gravetat                  | Definició |
| ------------------------- | --- |
| Gravetat 1 - Catastròfica | Un efecte no intencionat previst que inclou qualsevol dels següents: - 3 o més morts - Pèrdua del buc d'un avió tripulat amb almenys 1 víctima mortal                                                                    |
| Gravetat 2 - Perillós     | Un efecte no intencionat previst que inclou qualsevol dels següents: - 1-2 morts sense pèrdua del buc de l'avió tripulat - Pèrdua de buc d'avió amb tripulació sense víctimes mortals - 3 o més lesions greus            |
| Gravetat 3 - Major        | Un efecte no intencionat previst que inclou qualsevol dels següents: - 1-2 lesions greus - 3 o més lesions lleus - Danys importants a les aeronaus amb tripulació - Pèrdua de buc a avions sense tripulació > 55 lliures |
| Gravetat 4 - Menor        | Un efecte no intencionat previst que inclou qualsevol dels següents: - 1-2 lesions lleus - Danys menors a avions tripulats - Danys substancials a aeronaus sense tripulació > 25 kg                                      |
| Gravetat 5 - Mínima       | Efecte de seguretat insignificant |

(dispositius mèdics)
| Gravetat      | Definició                                                                                     |
| ------------- | --------------------------------------------------------------------------------------------- |
| Catastròfic   | Resulta en la mort                                                                            |
| Crític        | Provoca una discapacitat permanent o lesions que posen en perill la vida                      |
| Seriós        | Provoca lesions o deterioraments que requereixen intervenció mèdica professional              |
| Menor         | Provoca lesions o deterioraments temporals que no requereixen intervenció mèdica professional |
| Insignificant | Provoca molèsties o inconvenients temporals                                                   |

## Exemples de categories de probabilitat
Quan s'utilitza com a part d'una anàlisi de riscos aeronàutics, una "probabilitat" és una probabilitat específica. És la probabilitat conjunta que es produeixi un perill, que aquest perill causi o contribueixi a un accident o incident d'aviació i el grau resultant de pèrdua o dany que es trobi dins d'una de les categories de gravetat definides. Per tant, si hi ha cinc categories de gravetat, cada perill tindrà cinc probabilitats. Als EUA, la FAA proporciona una escala de probabilitat contínua per mesurar la probabilitat, però també inclou set categories de probabilitat com a part de la seva política de gestió de riscos de seguretat.
| Probabilitat                                | Definició                                                                               |
| ------------------------------------------- | --------------------------------------------------------------------------------------- |
| Probabilitat A - Freqüent                   | Probabilitat < 1 però >= {\displaystyle 1\times 10^{-5}}                                |
| Probabilitat B - Poc freqüent               | Probabilitat < {\displaystyle 1\times 10^{-5}} però >= {\displaystyle 1\times 10^{-6}}  |
| Probabilitat C - Extremadament poc freqüent | Probabilitat < {\displaystyle 1\times 10^{-6}} però >= {\displaystyle 1\times 10^{-7}}  |
| Probabilitat D - Remota                     | Probabilitat < {\displaystyle 1\times 10^{-7}} però >= {\displaystyle 1\times 10^{-8}}  |
| Probabilitat E - Extremadament remota       | Probabilitat < {\displaystyle 1\times 10^{-8}} però >= {\displaystyle 1\times 10^{-9}}  |
| Probabilitat F - Improbable                 | Probabilitat < {\displaystyle 1\times 10^{-9}} però >= {\displaystyle 1\times 10^{-10}} |
| Probabilitat G - Extremadament improbable   | Probabilitat < {\displaystyle 1\times 10^{-10}} però > 0                                |

(dispositius mèdics)
| Probabilitat | Definició         |
| ------------ | ----------------- |
| Freqüent     | ≥ 10 −3           |
| Probable     | < 10 −3 i ≥ 10 −4 |
| Ocasional    | < 10 −4 i ≥ 10 −5 |
| Remot        | < 10 −5 i ≥ 10 −6 |
| Improbable   | < 10 −6           |